# Kosmisk latte
Kosmisk Latte (#FFF8E7)
Kosmisk latte (eng.: cosmic latte) er navnet på universets farve. Navnet blev opfundet af et hold astronomer fra Johns Hopkins University.

## Universets farve
I år 2001 fandt astronomer Karl Glazebrook og Ivan Baldry frem til at universet havde en grønlig / hvidagtig farve. Men de ændrede dog hurtigt deres analyse i artiklen "The 2dF Galaxy Redshift Survey: constraints on cosmic star-formation history from the cosmic spectrum" (dan. 2dF galaksens rødforskydnings analyse; begrænsninger på kosmiske stjerneformationshistorie fra det kosmiske spektrum) udgivet i 2002. I denne nye analyse kunne de konstatere at deres analyse af alt lys i universet sammenlagt gav en lidt beige hvid farve. Analysen inkluderede mere end 200.000 galakser og målte lyset fra en stor del af universet. Den hexadecimale værdi for Kosmisk latte er #FFF8E7.
At finde "universets farve" var ikke undersøgelsens egentlig formål, det var derimod at lave analyser af bølgelængden af lyset fra forskellige galakser for derigennem at studerer stjerneskabelse. Som med de fraunhoferske linjer, repræsenterer de mørke linjer i undersøgelsens bølgelængder ældre og yngre stjerne, med hvilke de kunne bestemme alderen af galakser og stjernesystemer. Hvad undersøgelsen viste, var at den overvældende majoritet af stjerner blev skabt for 5 milliarder år siden. Eftersom unge stjerner brænder med et lysere lys end ældre stjerner, betyder det at "universitets farve" langsomt bliver mørkere og skifter fra blåt til rødt i takt med at flere blå stjerner skifter til gule stjerner (som solen) og til slut røde kæmper og evt. sorte huller.

## Farveforslag
I en artikel fra avisen Washington Post blev den rigtige farve fremvist. Glazebrook sagde for sjov at han søgte efter forslag til den nye farve. Hvorefter adskillige personer der havde læst artiklen sendte forslag ind til avisen. Videnskabsmændene involveret i projektet stemte om hvilket navn den nye farve skulle døbes
| Navneforlsag                 | Fandt på         | Antal stemmer fra astronomerne |
| ---------------------------- | ---------------- | ------------------------------ |
| Kosmisk latte (Cosmic Latte) | Peter Drum       | 6                              |
| Cappuccino Cosmico           | Peter Drum       | 17                             |
| Big Bang Buff/Blush/Beige    | Many entrants    | 13                             |
| Cosmic Cream                 | Several entrants | 8                              |
| Astronomer Green             | Unknown          | 8                              |
| Astronomer Almost            | Lisa Rose        | 7                              |
| Skyvory                      | Michael Howard   | 7                              |
| Univeige                     | Several entrants | 6                              |
| Cosmic Khaki                 | Unknown          | 5                              |
| Primordial Clam Chowder      | Unknown          | 4                              |

Selvom Drums forslag "Cappuccino Cosmico" fik flest stemmer, foretrak Glazebrook og Baldry alligevel Drums andet forslag (Kosmisk latte). Drum var kommet på navnet mens han sad ved bord hos Starbucks og drak en kop caffe latte mens han læste avisen. Her bemærkede han at universets farve som vist i Washington Post, havde samme farve som hans kaffe.